# Château-Gaillard (Ain)
Château-Gaillard település Franciaországban, Ain megyében. Lakosainak száma 2408 fő (2022. január 1.). Château-Gaillard Ambérieu-en-Bugey, Ambronay, Leyment, Priay, Saint-Denis-en-Bugey, Saint-Maurice-de-Rémens és Villette-sur-Ain községekkel határos.

## Népesség
A település népességének változása:
| Lakosok száma | 439  | 832  | 1027 | 1668 | 1940 | 2053 | 2138 | 2253 | 2254 | 2408 |
|               | 1968 | 1982 | 1990 | 2006 | 2013 | 2015 | 2017 | 2019 | 2020 | 2022 |